# タナカ岩石
田中 太嘉文（たなか たかふみ、1993年10月3日 - ）は、日本の男性元プロレスラー。埼玉県上尾市出身。旧リングネームはACE、WRESTLE-1時代はタナカ岩石（タナカがんせき）、ZERO1時代は太嘉文（たかふみ）。血液型AB型。

## 経歴
WRESTLE-1が設立したプロレス総合学院2期生。GLEATの伊藤貴則とは同い年の同期。

### プロレスリングA.C.E
2016年9月27日、WRESTLE-1道場で行われた2期生卒業試合での頓所隼戦でプロデビュー。「田中太嘉文」としてプロレスリングA.C.E.に所属。旗揚げ戦にてダイスケ戦デビューした。同年12月5日「タナカ岩石」へ改名。
- 2017年
  - 1月14日、プロレスリングA.C.E.道場大会では野村卓矢と対戦。1月22日、静岡大会でリザルト王座決定トーナメント1回戦で先輩である藤村康平にデビュー初勝利[3]。
  - 3月、後楽園ホール大会にて、稲葉大樹、児玉裕輔、藤村康平組の持つUWA世界6人タッグ王座に立花誠吾、頓所隼と共に挑戦し敗れるもデビュー5ヶ月でのタイトル挑戦であった。
  - 4月2日、プロレスリングA.C.E.・W-1道場大会で進藤翔と組み、伊藤貴則復帰戦の相手を務める[4]。
  - 4月19日、WRESTLE-1・後楽園ホール大会に参戦。第1試合で進藤翔と一をパートナーに藤村康平＆進祐哉、三富政行組と対戦。敗北するが、NOSAWA論外＆征矢学の勧誘に会い、反WRESTLE-1軍に合流[5]。「この陰謀……打ち破ってやりますよ！」とコメントした。
  - 5月、征矢学とタッグを結成。後楽園ホール大会で河野真幸、伊藤貴則の持つWRESTLE-1タッグチャンピオンシップに挑戦し敗れる。
  - 6月、征矢学NOSAWA論外に振り回される形でUWA世界6人タッグ王座を獲得。
  - 9月、WRESTLE-1 Tag League2017に征矢学とタッグチーム"Wild & Rock"を結成し初出場するが全敗に終わる。その後近藤修司によるペナルティで東京ドイツ村全域を舞台にエニウェアフォールマッチで悪天候の中1日2試合パートナー同士で対戦する。

- 2018年
  - 1月1日、ZERO1の元日興行に初参戦し、後輩の佐藤嗣崇と組み岩崎永遠・福島昇治組から直接勝利をあげる。
  - 1月、全日本プロレス山梨大会にて岡田佑介と対戦しドロー。
  - 米国ロサンゼルスにて行われたPCWULTRAにグレート・ムタと共に参戦。

### WRESTLE-1
- 2018年
  - 8月12日、WRESTLE-1に入団。
  - 9月、WRESTLE-1 Tag League2018に佐藤嗣崇と"Sugar & Rock"を結成し出場。
  - 9月、第5代WRESTLE-1リザルトチャンピオンシップ王者黒潮"イケメン"二郎が怪我により王座を返上。それに伴い行われた次期王者決定ワンデイトーナメントを制して第6代王者となる。
  - 10月、新木場1stRINGにて新井健一郎を下し初防衛
  - 11月、千葉大会羆嵐と防衛戦を行うが防衛に失敗。この試合は急遽組まれたカードで熊嵐は望んでもいない挑戦であり、防衛を失敗した岩石は体格差のある熊嵐相手に健闘したものの、このようなカードが組まれテーマも無くベルトを手放さざるをえなくなったのは己の現状の不甲斐なさが悪いのだとコメントを取り終えた後も控室で涙を流していたという。
  - 11月、左肩の肩鎖関節亜脱臼により欠場。

- 2019年
  - 2月、地元上尾大会でシェイプされた身体を作り復帰。その後土方隆司と半年間にわたる抗争開始。現状からの苦悩の日々からの脱出を目指す岩石と、そんな岩石を気に食わず見ていた土方とのカードが毎月後楽園で組まれる。
  - 7月、土方隆司に「見た目から全てやり直せ。じゃなきゃお前に未来はない」と言葉を浴びせられ、坊主頭に黒のショートタイツコスチュームになる。
  - 9月、W-1夏のビックマッチ横浜文化体育館大会で大勝利を挙げると生まれ変わった姿で再起を狙うがマッチメイクで日の目を見ないカードが続く。
  - 11月、WRESTLE-1若手主体の興行 「WRESTLE SOUL」Vol2でプロデュース興行を行い、柔術やプロ格闘技出身の関根“シュレック”秀樹とWRESTLE-1のプロレススタイルとはまた違う試合をする。
  - 年に何度か行う横浜大会などで伊藤崇文とも幾度も試合をするが互いに得意のグランド勝負が光る。
  - 12月31日のWRESTLE-1大晦日大阪府立体育会館にてDRAGONGATEのストロングマシーン軍団と対戦。この時のパートナーは河野真幸、アレハンドロ(藤村康平)と "アレハンドロ軍団"で対抗。

- 2020年2月、後楽園ホール大会にて、金髪の髪型に髭を貯えて登場し周囲を驚かせた。

### ZERO1
- 2020年
  - 4月1日、WRESTLE-1の活動休止に伴いフリーとなる。引退を考えたがZERO1にレギュラー参戦。
  - 7月のZERO1天下一Jr.2020に初出場し、初戦でエル・リンダマンに敗れるが好勝負を演じる。
  - 8月27日、ZERO1新木場1stRING大会において、ZERO1への入団を発表。一夜明けた8月28日、記者会見においてリングネームを太嘉文に変更することを発表[6]。
  - 9月、浅草大会にて大谷晋二郎と念願のシングルマッチ。15分近くにわたる熱い試合後に火祭り出場を直訴。同時にこの試合を観戦していたジェネラルマネージャーの工藤めぐみより強い推薦を受ける。
  - 火祭り2020に初出場。開幕戦で王者だった田村ハヤトを1分58秒ギブアップ勝ちで下し、大金星を挙げる。
  - 10月3日、火祭り2戦目で右肩を肩鎖関節亜脱臼し、しばらく欠場を余儀なくされ、11月の奉納プロレス第1試合で田村ハヤトの持つZERO1 世界ヘビー級王座への挑戦が欠場により白紙となる。

- 2021年
  - 2月、好きな花でもある彼岸花をモチーフにした赤髪にイメージチェンジし、後楽園ホールにて復帰。
  - 5月の後楽園ホール大会にて因縁の田村ハヤトに追い詰められるも再び隙をついたサブミッションで勝利を収める。その後2年ぶり夏開催となる火祭り 2021を直訴しエントリーされる。
  - 8月、ZERO1と新たに旗揚げされた栃木プロレスとのダブル所属となる。

- 2022年3月、橋本友彦牙城組から直接勝利を掴み第46代NWAインターコンチネンタルタッグ王座（パートナーは、松永準也）となる。

- 2023年
  - 1月1日、NWAインターコンチネンタルタッグ王座挑戦者のヤス久保田＆ヒデ久保田に敗れ、ベルトを失う。
  - 2月14日、3月5日の後楽園ホールでの試合を最後に現役引退することを表明[7]。
  - 2月23日、栃木プロレスとしては最後の試合で、入場テーマ曲は『動天』を使用。タッグを組んでいた松永らに敗れる。試合後に引退セレモニー実施。
  - 3月5日、引退試合で菅原と近藤に介錯され、引退テンカウントゴングでリングを降りた[8]。
  - 3月8日、長期療養中の大谷晋二郎が自身のSNSにて、太嘉文が進むべき道を応援させていただくと投稿[9][10]。

### 引退後
トライフォース柔術アカデミーのスタッフ、ジムトレーナーとして勤務。

## 人物
生まれは福島県須賀川市、小学校5年生まで埼玉県毛呂山町で過ごす。両親や親戚が教員であり、教育一家で育つ。
父が当初「光」という名を考えていたが、スパルタ教師であった叔母がこれを却下したというエピソードがある。校長を長く務めた母方の祖父が悩んだ挙句多くの意味を込め「太嘉文」と名付けた。本人言わくこの名前は大事な形見のようなものだからこの名前でプロレスラーとして活動を望んでおり、前述のように2020年8月にリングネームをタナカ岩石から太嘉文に改名した。
性格は真面目である。右利きだか幼少期は左利きで、現在もふとした時に左手で物を扱う。もし生まれ変わったら表現者の仕事に就きたいと思っている。一見まぶたが一重のように見えるが実際は二重である。海洋恐怖症、高所恐怖症、揺れ恐怖症である。さらに、一時期は左側恐怖症(シニストロフォビア)でもあった。
小学生の頃にスイミングスクールに通っていた。近い学年では後のオリンピックメダリスト瀬戸大也がいた。
幼少時から絵や写真などを好み芸術的なセンスを伺わせ、小学生の頃には、授業や夏休みの宿題で描いた絵で数々の賞を受賞していた。この頃の夢は漫画家だった。キャナァーリ倶楽部の元メンバーでファッションモデルの岡田怜子は毛呂山町にいた頃の小学校の同級生。
全寮制の中高一貫校に進学し、中学高校時代は練習の虫で柔道に打ち込むが、肘の怪我で悩み大きな結果は残せなかった。後遺症で、今でも右肘は真っ直ぐに伸ばせない。それでも、講道館2段を取得している。この6年間は娯楽が禁じられた寮生活だったため、毎朝の楽しみは生徒に配布された新聞を読むことであった。中学時代は寮のフロア長、高校時代は学級委員長を担任の先生から任せられていた。
俳優の板橋駿谷と映画監督の奥田庸介とは同じ中学高校の先輩であり3人とも柔道部出身。歌手のGReeeeNのメンバーSOHも同校の先輩である。
宝塚歌劇団雪組に所属する娘役彩みちるは中学時代の同級生（高校進学の際に彩みちるは転校）。
高校卒業後にブラジリアン柔術に打ち込み、数々の大会へ出場。単身米国へ練習に行ったこともある。プロレス界入りにあたり一度柔術から離れるが、国内屈指の柔術家岩﨑正寛と出会い国内では柔術の名門であるCARPE DIEM BJJで練習の一環として再開する。2020年に岩﨑正寛よりブラジリアン柔術紫帯を授与される。
デビュー前は柔道や柔術の格闘技のバックボーンがあったが、いわゆるプロレス的な部分のセンスは程遠かった。同期の中でも1番出遅れておりデビューを言い渡された際には「お前をデビューさせるか迷った」と先輩レスラーから言われたという。
デビューからWRESTLE-1活動停止まで武藤敬司の付き人をつとめる。付き人に付いてから身の回りのことは勿論、武藤が両膝人工関節手術をするまで膝のテーピングを試合の度に巻いていたのも太嘉文である。奇しくもプロレスラー引退のタイミングが同時期（武藤は2023年2月21日東京ドームで引退試合）になった。
WRESTLE-1のレフェリーであった神林大介のレフェリングに信頼を置いていた。当時のリングネームから、WRESTLE-1の女性スタッフや一部先輩レスラーからの愛称は岩（ガン）ちゃんだった。
旧リングネーム「岩石」の命名は本名が読みにくく、呼びにくいことから近藤修司が命名。。岩石をイメージする技を使おうと思い、ヘッドバットを得意技とするようになったのは改名後のことである。
リング上で自分に身につけるものや格好をただのカッコつけにするのを嫌い、イメージチェンジをした髪型やリングシューズのデザイン、時々拳に巻くテーピングなどにもそれぞれ意味合いがあるという。ドラマや映画などの映像作品、演劇や造形芸術などの芸術作品に表現するという部分でプロレスに通じるものがあると考えている。
お笑い芸人ハライチと同じく埼玉県上尾市大字原市出身。
ダンサーで女優の平手友梨奈の表現やパフォーマンスに対する姿勢をとても尊敬している。
ラジオ好きで読書家でもありジャンル問わず多くの本を読む。ニーチェのような哲学的な考えを持ち、インタビューやSNSなどで度々みられる。初めて読んだプロレス関連の書籍は小学生の頃図書館で借りた小学館の入門百科シリーズ「プロレス入門」で、中学生の頃初めて読んだプロレスラーの自伝本はエディ・ゲレロの自伝。その次が元レフェリーミスター高橋の「流血の魔術 最強の演技であった。
中学の頃国語の課題で本の小論文を書くというもので、高田延彦「泣き虫」を題材で提出したところ再提出を言い渡されたことがあり、このときはアントニオ猪木自伝を題材で改めて提出したところOKをもらった。
高校生の頃当時単行本化された700ページを越える2段組大著の「木村政彦はなぜ力道山を殺さなかったのか」を読破した。これを含む作家増田俊也の作品を読み、後に柔術やグラップリングをはじめる程影響を受けた。また当時から格闘技ファンでもあった為自身を寝技へ導いてくれたものだと言う。
ロックバンドBase Ball Bearのメンバーでプロレス好きの堀之内大介は太嘉文のファンである。
幼少期から特撮物の大ファンで、好きな漫画のキャラクターは宇宙兄弟の南波六太、BEASTARSのレゴシ。
SNSではSPY×FAMILYにもハマったと投稿していた。また、乃木坂46、欅坂46、櫻坂46のファンでもある。櫻坂46は改名前の欅坂46の頃から箱推し。

## 得意技
- 一意専心
- 関節技各種
- 払腰
- 大外刈り
- 後方回転逆エビ固め[12]
- 岩石落とし
- エルボー[12]
- 頭突き[12]
- ランニングヘッドバット
- ダイビングヘッドバット
- ダブルアームスープレックス
- 河津落とし
- 田中ロック

## 入場テーマ曲
- 1 「前略、道の上より」一世風靡セピア
  - 先輩に決められたものらしく当の本人は入場曲として好んではいなかった。
- 2 「動天」(～2022年12月まで) 高梨康治 NARUTO-ナルト-疾風伝 オリジナル・サウンドトラック
  - 曲を決める時に3番目の曲と迷って、とりあえずこの曲としたが、どこかで曲を変えるつもりだった。
- 3 「」
  - ※曲名は秘密としている（2023年1月より）

## タイトル歴
WRESTLE-1
- UWA世界6人タッグ王座：1回（第58代）（＆征矢学、NOSAWA論外）
- WRESTLE-1リザルトチャンピオンシップ : 1回（第6代）

プロレスリングZERO1
- NWAインターコンチネンタルタッグ王座：1回（第46代）（パートナーは、松永準也）

## 出演

### ラジオ
- 宇都宮コミュニティーFMミヤラジ - ファイティングビアガーデン応援番組（第二・第四木曜日19:00～）引退後の3月9日も出演。

### テレビドラマ
- 焼肉プロレス（2019年、テレビ大阪) - 指名手配犯 岩田拓次 役

### 映画
- リングサイド・ストーリー（2017年武正晴監督) - 練習生役

### バラエティ
- ヒルナンデス（2016年) - プロレス総合学院2期生（当時デビュー前）

- tvk猫のひたいほどワイド 小林且弥のス〜ス〜とストレッチ -ストレッチ講師 (2019年3月〜2020年3月　歴代最長)

- 最後の一日 最後の言葉 〜本当にそれでイイんですか?〜（2018年) - 武藤敬司ラストムーンサルト（武藤の付き人としての姿が映る）

- ニノさん 【二宮和也と10人の偏り人】

プ女子特集(2020)
-VTR出演